# Eflorescência algal

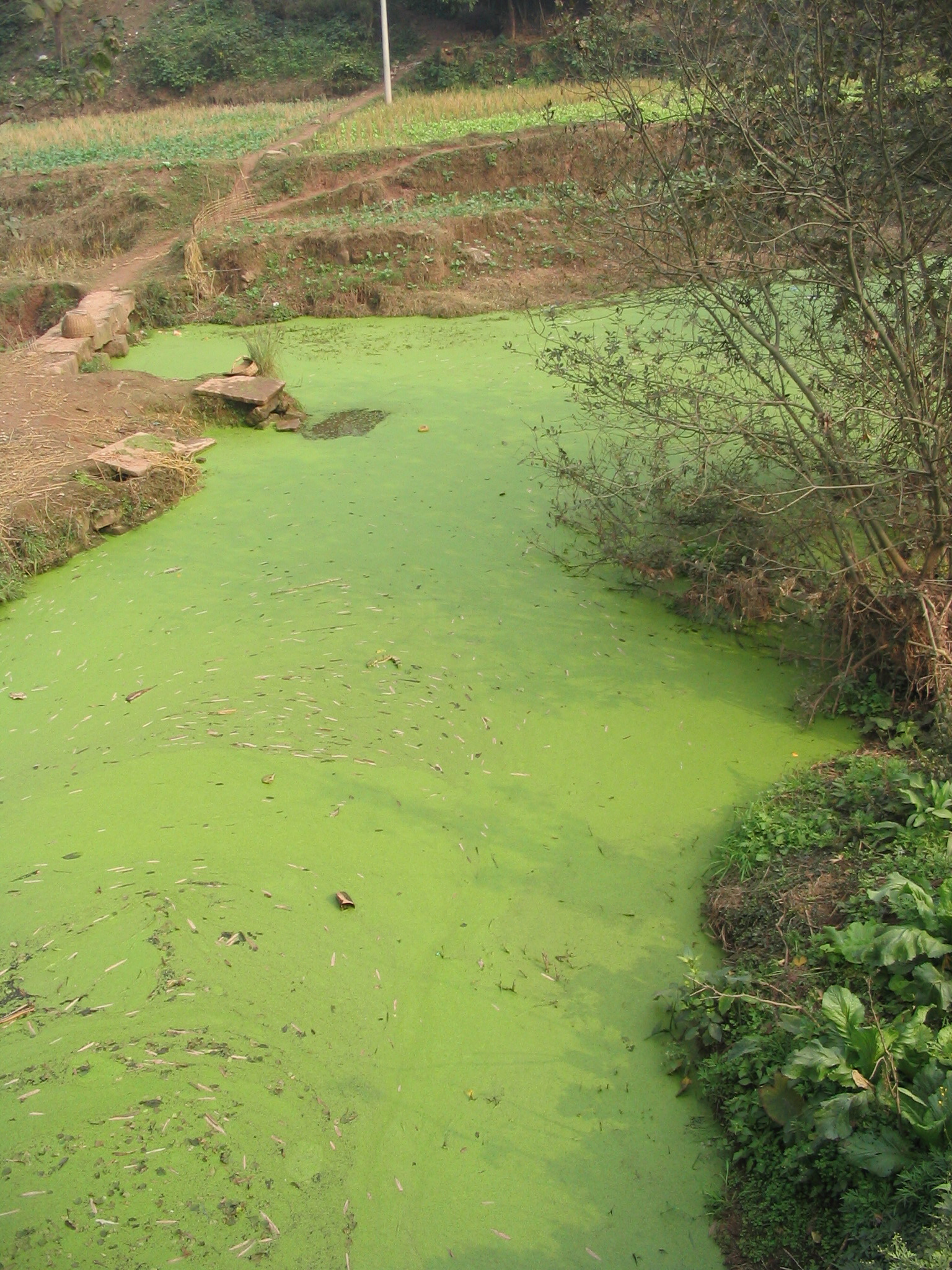
Eflorescências algais podem representar problemas para o ecossistema e para a sociedade humana.

Eflorescência, florescência, floração algal ou bloom de algas é a proliferação, em um ambiente aquático, de organismos planctônicos, em geral microalgas e cianobactérias, isoladas ou conjuntamente com organismos zooplanctônicos. A proliferação, em geral sazonal, ou pelo menos de caráter transitório, conduz ao rápido crescimento da biomassa contida na coluna de água, levando, entre outros efeitos, a uma acentuada redução na transparência, à coloração e com frequência à presença de odor e sabor nas águas. O fenômeno é em geral consequência do enriquecimento em nutrientes do ambiente aquático.

## Descrição
Florações algais podem ocorrer tanto em ecossistemas dulcícolas como em ecossistemas marinhos. Apenas uma ou poucas espécies de fitoplâncton estão envolvidas em sua ocorrência. Tais organismos tendem a apresentar adaptações fisiológicas e/ou morfológicas que permitem resistir a condições estressantes.[carece de fontes?]
Sob algumas circunstâncias, a alta concentração de células dotadas de pigmentos fotossintéticos causa alterações na coloração da água. Embora não seja encontrado na literatura um valor determinado que indique o início de processos de floração, estas podem ser encontradas em concentrações de mil até centenas de milhares de células por mililitro, dependendo das condições no meio.
Florações algais são normalmente reconhecidas por apresentarem colorações avermelhadas ou esverdeadas, mas também podem assumir tonalidades azuladas dependendo da espécie predominante. Por exemplo, florações com tonalidade de verde azulado são típicas de cianobactérias (microorganismos procariotos autotróficos). Florações de macroalgas também podem ocorrer e são reconhecíveis por grandes quantidades de algas que podem eventualmente encalhar na margem de um lago ou na linha de deixa da praia.
Destacam-se as florações de algas nocivas (FANs) que envolvem a proliferação de espécies potencialmente tóxicas, tais como dinoflagelados dos gêneros Alexandrium e Karenia. Essas florações geralmente apresentam um matiz vermelho ou marrom, sendo conhecidas coloquialmente como marés vermelhas.
O enriquecimento de nutrientes na água é o principal fator promotor dos fenômenos de floração. Entretanto, elas também dependem de fatores físico-químicos (com ênfase para temperatura e luminosidade) e fatores ecológicos (como predação e lise celular). Ainda que normalmente estejam associadas aos seus efeitos negativos, as florações algais podem atuar de forma benéfica para os ecossistemas aquáticos. Em áreas oceânicas polares, por exemplo, ocorrem de forma natural e estão associadas a dinâmica local.

## Florações em ecossistemas dulcícolas
Florações algais em água doce são resultado de um excesso de nutrientes, particularmente fósforo. Esse excesso de nutrientes pode se originar de fertilizantes aplicados ao solo para propósitos agrícolas ou recreativos. Eventualmente, esses nutrientes entram nos corpos aquáticos das bacias hidrográficas através do escoamento superficial. Excesso de carbono e nitrogênio também têm sido alvo de suspeitas como potencial causa de florações em ambientes de água doce.[carece de fontes?]

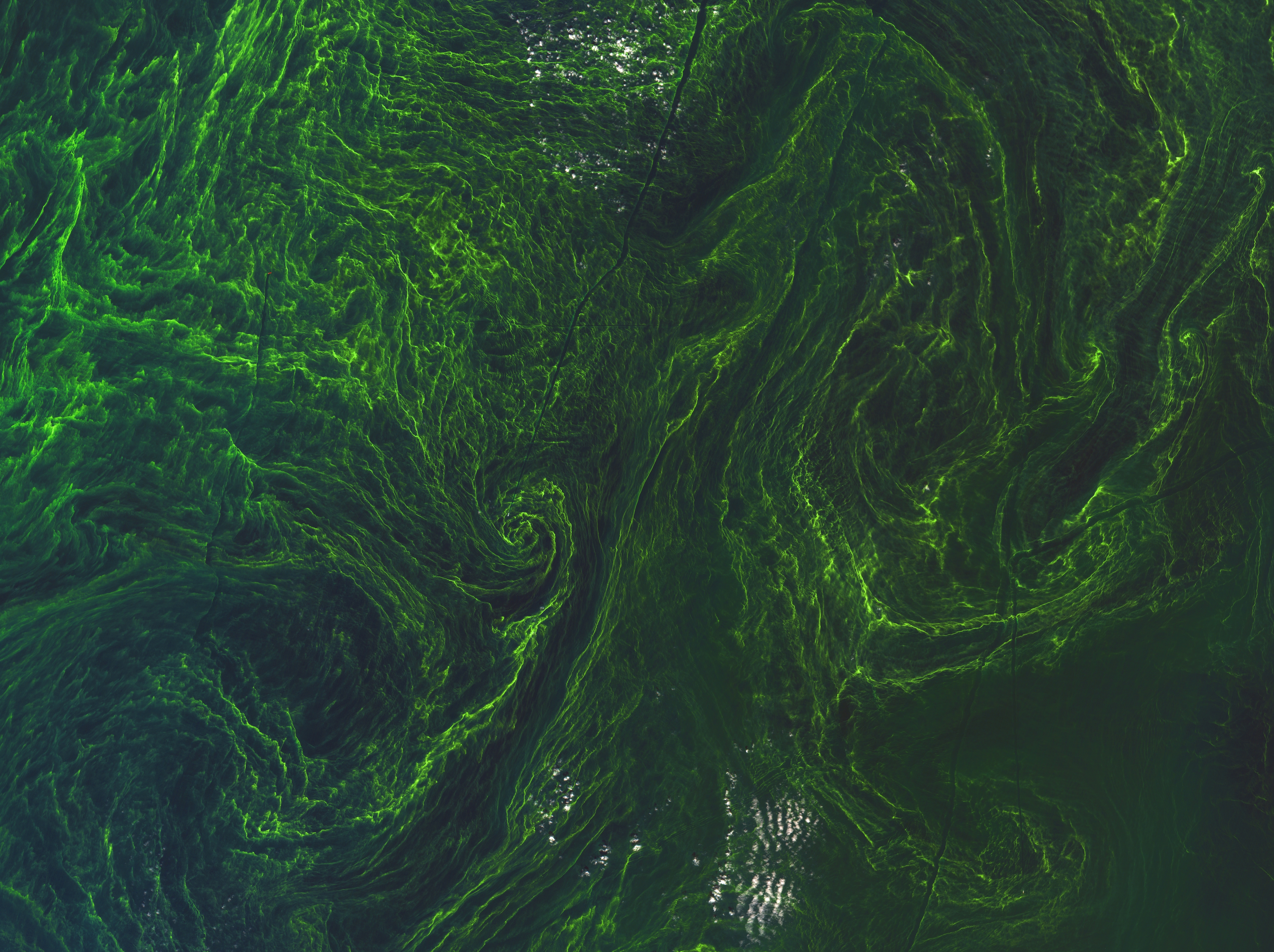
Floração algal marinha vista através de imagens de satélite (Sentinel-2A) na porção central do mar báltico, em 7 de agosto de 2015.

## Florações em ecossistemas marinhos

### Aspectos gerais
O fitoplâncton marinho exerce papel importante nos ciclos tróficos, biogeoquímicos e climáticos do oceano e do planeta como um todo. O crescimento algal é baseado em quatro fatores principais: (1) disponibilidade de nutrientes, intensidade luminosa, predação zooplanctônica e estratificação da coluna de água.

### Distribuição geográfica

#### Baixas latitudes
Essas regiões possuem excessiva quantidade de energia luminosa que aquece a coluna de água e forma uma termoclina, separando as água superficiais (pobres em nutrientes) e subsuperficiais (ricas em nutrientes). Assim, a oligotrofia das águas superficiais é o principal fator limitante ao crescimento algal em regiões de baixa latitude. No entanto, florações identificadas no Atlântico tropical sugerem fontes de enriquecimento de nutrientes. Hipóteses científicas para explicação desses fenômenos incluem: (1) a mistura das massas de água ocasionada pelo encontro das correntes sul equatorial superficial e subsuperficial; (2) o processo de ressurgência ocasionado pela divergência equatorial; (3) a dinâmica da termoclina e os padrões locais de circulação atmosférica; e (4) a dinâmica interativa entre a nitraclina, a corrente sul equatorial subsuperficial e a propagação de ondas equatoriais.

#### Altas latitudes
Regiões polares possuem restrição de luminosidade durante o inverno, tornando esse fator limitante ao desenvolvimento fitoplanctônico ao longo do ano. Em função dos fortes ventos e das baixas temperaturas na água, as regiões polares não apresentam estratificação na coluna de água, apresentando grande disponibilidade de nutrientes na zona fótica, onde encontra-se o fitoplâncton. Assim, as florações algais nessas regiões são restritas ao verão quando a intensidade luminosa atinge seu máximo.

## Fatores bióticos e abióticos
Os principais parâmetros necessários ao desenvolvimento das florações algais estão relacionados na tabela abaixo, na qual simula-se uma situação de condições ótimas para a sua ocorrência.
| Fatores abióticos               | Fatores bióticos   |
| ------------------------------- | ------------------ |
| Elevação da temperatura         | Baixa predação     |
| Variação da salinidade          | Baixa competição   |
| Alta luminosidade               | Baixo parasitismo  |
| Alta concentração de nutrientes | Baixa lise celular |

### Fatores abióticos associados a florações algais

#### Temperatura
O metabolismo de organismos fitoplanctônicos é diretamente afetado pela temperatura ambiente. No entanto, além do fator taxonômico (diferentes espécies apresentam respostas diversas à variação de temperatura), outras condições limitantes (por exemplo, nutrientes e luminosidade) também interferem no crescimento algal.
Para crescimentos limitados pela luminosidade, temperaturas subótimas apresentam respostas fenotípicas mais brandas do que a quantidade de luz.[carece de fontes?] Já para condições limitadas por nutrientes, o efeito da temperatura é pouco pronunciado. Em ambientes hipertróficos, a temperatura e a síntese proteica da alga apresentam crescimento linear positivo, visto que esses organismos requerem menor densidade ribossomal para a produção da mesma quantidade de moléculas.
Para exemplificar a predominância de certos grupos taxonômicos em detrimento de outros, elevações térmicas acima de 20 ºC produzem estabilização ou redução da taxa de crescimento algal em corpos aquáticos dulcícolas, enquanto cianobactérias apresentam taxas de crescimento maiores. Altas temperaturas promovem alteração na viscosidade da água, tornando-a menos viscosa. Nesse caso, espécies fitoplanctônicas maiores e sem motilidade tendem a afundar, mas cianobactérias conseguem controlar a sua flutuabilidade, o que as confere outra vantagem adaptativa.

#### Salinidade
Em ambientes dulcícolas, a salinização da água atua como um dos principais fatores que impulsionam a ocorrência de florações de algumas espécies, como Skeletonema subsalum (Bacillariophyceae) no sul do Brasil. Esse parâmetro tem importante efeito na estruturação de comunidades fitoplanctônicas, uma vez que atua selecionando espécies que possuem adaptações ao estresse causado pela elevada concentração de sais na água, como o dinoflagelado Procentrum minimum.
No ambiente marinho a salinidade pode assumir papel duplo, atuando positivamente no sentido de inibir o efeito de biotoxinas derivadas de florações tóxicas e reduzindo produtos benéficos desses fenômenos.

#### Luminosidade
Microalgas são organismos fototróficos. Desta forma, a luminosidade é um dos fatores cruciais em seus processos metabólicos. Em regiões tropicais, a luminosidade é alta e constante durante todo o ano. No entanto, as águas são pobres em nutrientes, sendo este o principal fator limitante ao desenvolvimento de florações. Em regiões temperadas e polares, a concentração de nutrientes na água é relativamente alta, mas não há luminosidade constante ao longo do ano. Nessas regiões, a luz é considerada o principal fator limitante para o desenvolvimento de florações.

#### Nutrientes
Nutrientes estão presentes nos ambientes aquáticos nas formas dissolvida e particulada. Entretanto, algas absorvem apenas os nutrientes dissolvidos na água. Sob condições ideais de luminosidade, os principais nutrientes limitantes ao crescimento algal são nitrogênio e fósforo. Silício é limitante somente em corpos aquáticos com abundância de espécies que o utilizam em sua estrutura corpórea (por exemplo, diatomáceas). Ferro, por sua vez, é limitante em ambientes oceânicos com elevadas concentrações de nitrogênio, fósforo e silício. Tais áreas são conhecidas como ANBC (alto nitrogênio e baixa clorofila) por apresentarem produção primária inferior à quantidade de nitrogênio disponível na água. Um exemplo de área ANBC é o Oceano Austral.

#### Sistema carbonato
Florações algais influenciam localmente o ciclo do carbono e o fluxo de gás carbônico na interface oceano-atmosfera. Pesquisas buscando compreender a relação entre florações causadas por algas verdes e pressão parcial de gás carbônico foram realizadas por pesquisadores chineses. Observou-se que a pressão parcial do gás carbônico na água do mar durante uma floração algal era menor que aquela medida antes do crescimento das algas.

### Fatores bióticos associados a florações algais
Além de fatores abióticos, características individuais relacionadas à fisiologia de grupos fitoplanctônicos também interferem na produtividade primária das florações de primavera. Esses parâmetros biológicos dividem-se em três grandes grupos: (1) fatores que promovem o aumento da biomassa, como a taxa de crescimento e a taxa de divisão celular; (2) fatores que envolvem a perda de biomassa, como predação, parasitismo e lise celular; e (3) fatores específicos relacionados ao processo de seleção natural, como fotoadaptação a variadas condições de luminosidade, modificação da taxa respiratória em diferentes ambientes, custo metabólico, cinética de nutrientes, histórico de vida, composição de pigmentos fotossintéticos e custo de biossíntese proteica.[carece de fontes?]

## Diversidade de microalgas marinhas
A diversidade fitoplanctônica não é uniforme em todo o oceano. Diferentes condições estabelecem variadas dinâmicas de sucessão ecológica e interação entre espécies. Em zonas costeiras e estuarinas, principalmente em altas latitudes, diatomáceas compõem grande parte da biomassa e são particularmente importantes durante florações sazonais. Dinoflagelados e outros grupos tendem a ter menor importância.
Na águas costeiras do Peru predominam espécies como Rhizosolenia delicatula, Thalassiosira subtilis, Skeletonema costatum e Chaeroceros debilis. Dinoflagelados e cocolitoforídeos perfazem uma pequena parte da biomassa local. Áreas de oceano aberto biolimitadas pela luminosidade possuem 50% da biomassa fitoplanctônica composta por organismos procariontes (por exemplo, Prochlorococcus e Synechococcus). Em zonas polares, florações costeiras são dominadas por diatomáceas e pelo gênero Phaeocystis (por exemplo, Phaeocystis pouchetii). Estas últimas são encontradas sob camadas extensas de gelo marinho e identificadas pela redução drástica na concentração de nitrogênio e carbono inorgânico dissolvido na água.

## Tipos de florações de algas marinhas

### Florações de primavera
Florações de primavera, como a própria nomenclatura indica, são eflorescências algais que ocorrem sazonalmente entre os meses de março e maio em regiões temperadas do hemisfério norte e durante os meses de setembro a novembro no hemisfério sul. Tais florações evidenciam uma resposta pronunciada das comunidades fitoplanctônicas às alterações sazonais no clima local. A temperatura da atmosfera eleva-se durante as estações quentes do ano. Com o aumento da luminosidade, inicia-se um acelerado processo de fotossíntese pelos organismos fitoplanctônicos. As florações de primavera, ainda que pontuais, são responsáveis por significativa parcela da produtividade primária global.

### Florações de algas nocivas
No passado, as florações de algas nocivas eram chamadas “marés vermelhas”, em razão da coloração marrom-avermelhada, característica de fenômenos causadas por dinoflagelados com essa pigmentação específica. No entanto, em função da variedade de colorações que essas manchas podem assumir, o termo caiu em desuso na comunidade científica e atualmente foi substituído pela sigla FAN (floração de alga nociva) - uma adaptação da sigla em inglês HAB (harmful algal bloom).
Florações algais compostas por espécies produtoras de ficotoxinas podem causar sérios danos à qualidade ambiental dos ecossistemas aquáticos. Essas substâncias permanecem na água ou entram na cadeia trófica local pelo processo de bioacumulação, afetando consumidores de topo (incluindo seres humanos) e causando efeitos subletais e letais. Dentre os possíveis danos das florações de algas nocivas estão o desequilíbrio da teia trófica, o aumento da mortandade da fauna aquática e o desenvolvimento de zonas anóxicas na coluna de água.
Entre 300 espécies de microalgas marinhas capazes de produzir florações, apenas 94 sintetizam biotoxinas potencialmente letais. A tabela abaixo apresenta algumas espécies cujos danos estão associados a saúde humana, fauna marinha, recursos naturais e culturais do ambiente marinho, atividades de turismo e recreação.
| GRUPO            | ESPÉCIE                    |
| ---------------- | -------------------------- |
| DINOFLAGELADOS   | Alexandrium spp.           |
| DINOFLAGELADOS   | Pyrodinium bahamense       |
| DINOFLAGELADOS   | Gymnodinum catenatum       |
| DINOFLAGELADOS   | Dinophysis spp.            |
| DINOFLAGELADOS   | Protocetrum spp.           |
| DINOFLAGELADOS   | Gymnodinum breve           |
| DINOFLAGELADOS   | Gambierdiscus toxicus      |
| DINOFLAGELADOS   | Pfiestera piscicida        |
| DINOFLAGELADOS   | Cochlodinum polykrikoides  |
| DINOFLAGELADOS   | Gonyalaux spp.             |
| DINOFLAGELADOS   | Noctiluca scintillans      |
| DINOFLAGELADOS   | Heterocapse trisqueta      |
| DIATOMÁCEAS      | Pseudonitzschia spp.       |
| DIATOMÁCEAS      | Chaetocerus convulutus     |
| DIATOMÁCEAS      | Thalassiosira spp.         |
| DIATOMÁCEAS      | Cylindrotheca closterium   |
| DIATOMÁCEAS      | Skeletonema costatum       |
| DIATOMÁCEAS      | Phaeodactylum tricornutum  |
| DIATOMÁCEAS      | Cerautalina pelágica       |
| DIATOMÁCEAS      | Asterionellopsis glacialis |
| DIATOMÁCEAS      | Guinardia delicatula       |
| DIATOMÁCEAS      | Leptocylindrus minimus     |
| SILICOFLAGELADOS | Dictyocha fibula           |
| COCOLITOFORÍDEOS | Emiliania huxleyi          |
| CIANOBACTÉRIAS   | Trichodesmium spp.         |
| CIANOBACTÉRIAS   | Nodularia spumingena       |
| CIANOBACTÉRIAS   | Anabaena circinales        |
| CIANOBACTÉRIAS   | Lyngbya majuscula          |
| CIANOBACTÉRIAS   | Schizothrix calcicola      |
| CIANOBACTÉRIAS   | Microcystis aeruginosa     |

Florações de algas nocivas têm recebido cada vez mais destaque em políticas e pesquisas científicas internacionais em função do aumento de suas ocorrências no ambiente marinho. Sua distribuição geográfica está intimamente relacionada a eventos de anoxia em águas costeiras, causados pelo incremento de nutrientes aportados por sistemas de esgotamento sanitário em grandes centros urbanos.
Embora o aumento na quantidade de nutrientes que entra nos oceanos seja um dos principais fatores levantados por especialistas, os mesmos acreditam que o excesso de nutrientes, por si só, não justifica o aumento na ocorrência de casos de florações de algas nocivas. Alterações no sistema carbonato oceânico e o aumento na concentração de gás carbônico atmosférico provocam também alterações na produção primária, interferindo diretamente na periodicidade, quantidade e distribuição de nutrientes no ambiente marinho e, como consequência, nas florações algais.

### Florações estimuladas por fertilização de ferro na água
No início do século XX, pesquisas direcionadas a quantificar o potencial de produtividade primária em regiões polares do oceano identificaram que elas teriam capacidade de produção muito maior do que aquela observada pelos cientistas.  O tema foi alvo de pesquisas até a década de 1980, quando foi lançada a hipótese do ferro pelo cientista americano John H. Martin. Esta hipótese baseava-se em duas evidências: (1) dados do último período glacial apontavam para uma maior entrada de gás carbônico no oceano; e (2) dados de testemunho de gelo sugeriam elevadas concentrações de ferro na água do mar durante a última glaciação. Os ensaios foram realizados em laboratório, mas receberam desaprovação da comunidade científica por não levar em consideração as dinâmicas do ambiente marinho. A partir da década de 1990 foram realizados uma série de experimentos em larga escala no próprio ambiente marinho, utilizando diversos parâmetros para acompanhar o crescimento de florações de fitoplâncton nas águas fertilizadas com ferro. Esses experimentos provaram que a concentração de ferro na água do mar influencia diretamente a produção primária em áreas conhecidas como ANBC (alto nitrogênio e baixa clorofila).

## Florações de algas nocivas e sociedades humanas
O consumo de pescado por seres humanos é antigo. A proximidade com a linha de costa inseriu animais marinhos na cultura gastronômica de muitas sociedades, tradição que permanece até os dias atuais. A partir do século XX, os relatos de florações de algas nocivas tornaram-se mais comuns. Em 1914, ocorreu no Brasil um evento de floração da espécie Scrippsiella trochoidea na Baía de Guanabara, que causou elevada taxa de mortandade de peixes.
Em 1927, na Califórnia (EUA), a contaminação de mexilhões pela espécie de dinoflagelado Alexandrium cantenella causou sucessivos casos de intoxicação e morte de seres humanos que consumiram esses mexilhões. Próximo à cidade do Recife também já foram relatadas florações da cianobactéria tóxica Trichodesmium spp. Em 1976, na Galícia (Espanha), 63 casos de contaminação foram associados ao consumo de “mexilhões tóxicos”, cuja toxina identificada como causadora dos sintomas foi a PSP (paralytic shellfish poisoning), que é produzida pelo dinoflagelado Gymnodium catenatum.